# USS Birmingham (CL-62)
USS Birmingham (CL-62) là một tàu tuần dương hạng nhẹ thuộc lớp Cleveland của Hải quân Hoa Kỳ được hoàn tất trong Chiến tranh Thế giới thứ hai. Nó là chiếc tàu chiến thứ hai của Hải quân Mỹ được đặt cái tên này, theo tên thành phố Birmingham thuộc tiểu bang Alabama. Con tàu được cho nhập biên chế vào ngày 29 tháng 1 năm 1943, và đã phục vụ trong hai tháng tại mặt trận Địa Trung Hải trước khi được chuyển sang phục vụ tại Mặt trận Thái Bình Dương, mãi cho đến khi chiến tranh kết thúc. Giống hầu hết các tàu chị em cùng lớp, nó xuất biên chế không lâu sau đó, được đưa về lực lượng dự bị và không bao giờ phục vụ trở lại; con tàu bị tháo dỡ vào cuối những năm 1950. Birmingham được tặng thưởng chín Ngôi sao Chiến trận do thành tích phục vụ trong Thế Chiến II

## Thiết kế và chế tạo

### Thiết kế
Lớp Cleveland được thiết kế nhằm mục đích gia tăng tầm xa hoạt động, tăng cường hỏa lực phòng không và sự bảo vệ chống ngư lôi so với các tàu tuần dương Hoa Kỳ trước đây. Cho dù kém hơn ba nòng pháo 6-inch so với những chiếc lớp Brooklyn dẫn trước, hệ thống kiểm soát hỏa lực mới và tiên tiến hơn giúp cho lớp Cleveland có được ưu thế về hỏa lực trong chiến đấu thực tế. Tuy nhiên việc tăng cường thêm dàn hỏa lực phòng không hạng nhẹ cho đến cuối Thế Chiến II khiến các con tàu bị nặng đầu đáng kể.

### Chế tạo
Birmingham được đặt lườn vào ngày 17 tháng 2 năm 1941 tại xưởng đóng tàu của hãng Newport News Shipbuilding and Dry Dock Company ở Newport News thuộc Virginia. Nó được hạ thủy vào ngày 20 tháng 3 năm 1942, được đỡ đầu bởi Bà Cooper Green, phu nhân chủ tịch quản lý thành phố Birmingham; và được cho nhập biên chế tại Xưởng hải quân Norfolk vào ngày 29 tháng 1 năm 1943 dưới quyền chỉ huy của hạm trường, Đại tá Hải quân John Wilkes.

## Lịch sử hoạt động

### 1943
Sau khi hoàn tất việc chạy thử máy, Birmingham được phân về Hạm đội Đại Tây Dương, khởi hành từ vào ngày 2 tháng 6, nó di chuyển đến Địa Trung Hải và đã bắn pháo hỗ trợ cho Chiến dịch Husky, cuộc đổ bộ lên Sicilia thuộc miền Nam nước Ý, từ ngày 10 đến ngày 26 tháng 7 năm 1943. Quay trở lại Hoa Kỳ vào ngày 8 tháng 8, nó được chuyển về Hạm đội Thái Bình Dương và đã đi đến Trân Châu Cảng vào ngày 6 tháng 9.
Gia nhập thành phần hộ tống cho lực lượng đặc nhiệm tàu sân bay nhanh, nó tham gia cuộc tấn công đảo san hô Tarawa vào ngày 18 tháng 9 và đảo Wake vào các ngày 5–6 tháng 10. Tại khu vực quần đảo Solomon, Birmingham hiện diện trong Trận chiến vịnh Nữ hoàng Augusta cùng với các tàu chị em Cleveland, Columbia, Montpelier và Denver vào các ngày 8– 9 tháng 11. Đây là hoạt động hạm đội chủ yếu đầu tiên mà lớp tàu tuần dương hạng nhẹ Cleveland tham dự kể từ khi gia nhập hạm đội. Trong lúc ban ngày, máy bay Nhật đánh trúng Birmingham hai quả bom và một quả ngư lôi, khiến nó không thể tham gia trận đụng độ tàu nổi ban đêm với hạm đội Hải quân Đế quốc Nhật Bản diễn ra sau đó. Birmingham rút lui về Xưởng hải quân Mare Island để sửa chữa, vốn kéo dài cho đến ngày 18 tháng 2 năm 1944, trước khi nó gia nhập trở lại Hạm đội Thái Bình Dương.

### 1944

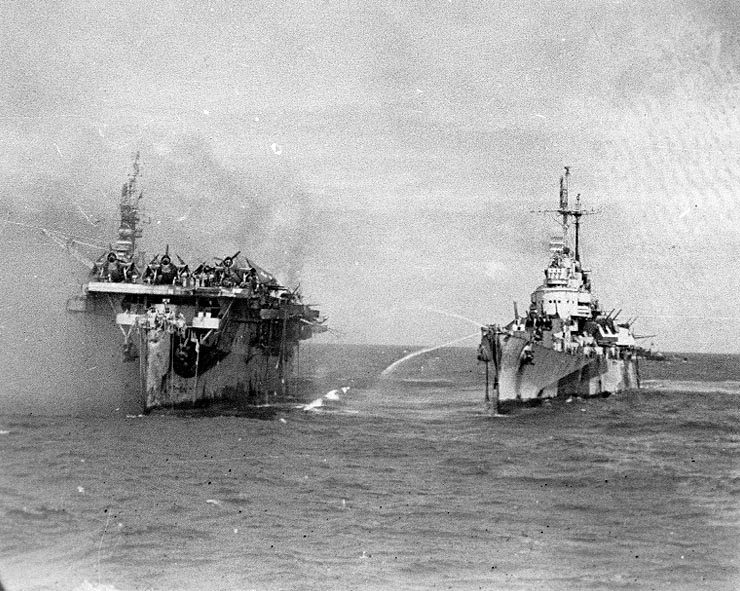
Birmingham đang cặp theo tàu sân bay Princeton đang cháy trong Trận chiến vịnh Leyte vào ngày 24 tháng 10 năm 1944

Được phân về Lực lượng Đặc nhiệm 57, Birmingham tham gia trận Saipan từ ngày 14 tháng 6 đến ngày 4 tháng 8; trận chiến biển Philippine trong các ngày 19–20 tháng 6; trận Tinian từ ngày 20 tháng 7 đến ngày 1 tháng 8; trận Guam vào ngày 21 tháng 7 và đợt không kích quần đảo Philippine từ ngày 9 đến ngày 24 tháng 9. Sau đó nó phục vụ cùng Lực lượng Đặc nhiệm 38 trong cuộc không kích Okinawa vào ngày 10 tháng 10; phía Bắc Luzon vào ngày 15 tháng 10; Đài Loan trong các ngày 18–19 tháng 10 và trong trận chiến vịnh Leyte vào ngày 24 tháng 10. Trong trận chiến sau cùng này, Birmingham bị hư hại nghiêm trọng phần trên của cấu trúc thượng tầng do những vụ nổ bên chiếc tàu sân bay hạng nhẹ Princeton mà nó đang dũng cảm tìm cách trợ giúp. Birmingham rút lui về Xưởng hải quân Mare Island để sửa chữa, kéo dài từ tháng 11 năm 1944 đến tháng 1 năm 1945.

### 1945
Gia nhập trở lại Hạm đội Thái Bình Dương, chiếc tàu tuần dương hỗ trợ cho Trận Iwo Jima trong các ngày 4–5 tháng 3 năm 1945 và Trận Okinawa từ ngày 25 tháng 3 đến ngày 5 tháng 5. Vào ngày 4 tháng 5, sau khi đánh trả thành công ba đợt không kích, nó bị hư hại lần thứ ba khi một máy bay tấn công cảm tử kamikaze Nhật Bản đánh trúng phía trước tàu. Rút lui về Trân Châu Cảng, con tàu được sửa chữa từ ngày 28 tháng 5 đến ngày 1 tháng 8.
Birmingham gia nhập trở lại Đệ Ngũ hạm đội tại Okinawa vào ngày 26 tháng 8, và vào tháng 11 đã lên đường đi Brisbane, Australia. Nó quay trở lại San Francisco vào ngày 22 tháng 3 năm 1946 và được rút khỏi biên chế để đưa về lực lượng dự bị tại đây vào ngày 2 tháng 1 năm 1947. Birmingham được rút khỏi danh sách Đăng bạ Hải quân vào ngày 1 tháng 3 năm 1959 rồi được tháo dỡ tại Long Beach, California.

## Phần thưởng
Birmingham được tặng thưởng chín Ngôi sao Chiến trận do thành tích phục vụ trong Thế Chiến II.
|                                                       |             |  |
| Silver star · Bronze star · Bronze star · Bronze star | Bronze star |  |
|                                                       |             |  |

| Dãi băng Hoạt động Tác chiến                                            | Đơn vị Tuyên dương Hải quân                                                  | Huân chương Chiến dịch Hoa Kỳ                  |
| Huân chương Chiến dịch Châu Á-Thái Bình Dương với 8 Ngôi sao Chiến trận | Huân chương Chiến dịch Châu Âu-Châu Phi-Trung Đông với 1 Ngôi sao Chiến trận | Huân chương Chiến thắng Thế Chiến II           |
| Huân chương Phục vụ Chiếm đóng Hải quân                                 | Đơn vị Tuyên dương Tổng thống Philippine                                     | Huân chương Giải phóng Philippine (Philippine) |